# Новаков Ігор
Новаков Ігор — радянський український режисер.
Знявся у фільмі «Коли співають солов'ї» (1956, Микола).
Поставив на Київській кіностудії ім. О. П. Довженка стрічку «Чарівна ніч» (1958). 
Автор сценарію і режисер телекартин: «Оживуть степи, озера…» (1963), «Чарівна Олександрія» (1964). 
На «Київнаукфільмі» створив як режисер стрічки: «Нове життя вагону», «Нові вантажні машини» (1968), «Ремонт металургійних печей», «Допуски і посадки циліндричних з’єднань» (1969), «Техніка безпеки на ливарному виробництві», «Нова техніка і технологія в цементному виробництві „Заточка і доводка ріжучих інструментів“» (1970).